# Ibotyporanga naideae
Ibotyporanga naideae är en spindelart som beskrevs av Cândido Firmino de Mello-Leitão 1944. 
Ibotyporanga naideae ingår i släktet Ibotyporanga och familjen dallerspindlar. Inga underarter finns listade i Catalogue of Life.